# Lux Aeterna (Лигети)
Lux Aeterna — произведение для смешанного хора, написанное Дьёрдем Лигети в 1966 году. Композиция наиболее известна благодаря использованию в фильме Стэнли Кубрика «2001: Космическая одиссея».
Текст произведения (на латинском языке) взят из римско-католического реквиема: «Lux aeterna luceat eis, Domine, cum sanctis tuis in aeternum, quia pius es. Requiem aeternam dona eis, Domine; et lux perpetua luceat eis», что переводится следующим образом: «Вечный свет пусть светит им, Господи, со святыми в вечности, ибо ты милосерден. Даруй им вечный покой, Господи, и да воссияет им вечный свет».
В произведении представлены многие характерные для стиля Лигети черты, в том числе микрополифония, кластерные аккорды и упор на тембр. Сочинение посвящено немецкому композитору и дирижёру Клитусу Готвальду.

## Структура
Композицию можно условно разделить на три части:
- Lux aeterna luceat eis [такты 1-36]: вступают сопрано и альты, в середине раздела появляются теноры.
- Domine cum Santis tuis in aeternum… [такты 37-86]: вступают басы, затем следует раздел, где поют только мужчины, далее женщины вступают на словах «Qua pius es». Сопрано поют «Requiem aeternam dona eis» в высоком регистре и постепенно затихают.
- Domine et lux perpetua luceat eis [такты 87-126]: басы снова поют текст «Domine…», на этот раз в самом низком регистре, на короткое время образуя вместе с альтами ре-диез минорный аккорд. Далее вступают сопрано и теноры. Все партии постепенно затихают, и произведение заканчивается семью тактами тишины.